# Momentor
Momentor AB är ett holding- och investmentbolag som grundades av bröderna Sverker och Sven Otto Littorin 1997. 
Initialt fungerade det som ett konsultföretag för brödernas insatser inom Investor Relations, Public Relations, styrelse- och affärsutvecklingstjänster.
I samband med att Emtunga International slogs ihop med Pharmadule Emtunga AB agerade Momentor rådgivare och därmed föddes idén om att även erbjuda enklare corporate finance-tjänster.
Under 1999 utvecklades en rad tjänster som samlades under begreppet Venture catalyst-tjänster (till skillnad från Venture Capital, eftersom Momentor inte hade några pengar att investera).
2000 genomfördes en nyemission där SEB Företagsinvest och Industrifonden gick in med sammanlagt 6 miljoner kr och en rad mycket namnkunniga privatinvesterare också deltog. Bland de nya delägarna återfanns till exempel Christer Zetterberg f.d. Volvo-chef, Archibald Hamilton med bolag, Didrik Hamilton med bolag, Per Wejke, dåvarande VD för Allgon och Bertil Bernadotte.
Momentor drabbades hårt av börsens nedgång under andra kvartalet 2000. Grundidén var att gå in med en mindre del kapital och en stor del arbete (till exempel lednings- och affärsutvecklingsinsatser). När "exitmarknaden" försvann fick Momentor inte betalt för sina tjänster inom rimlig tid. Med "exitmarknaden" avses möjligheten att notera de bolag som Momentor genom kapital och arbete blivit delägare i.
2001 utökades styrelsen med Lars-Åke Helgesson, f.d. chef för Stora. Hans nya vision var att erbjuda storföretag en möjlighet att spinna ut rörelsefrämmande projekt något som redan etablerats inom exempelvis Ericsson och Telia.
Under senare delen av 2001 och under 2002 övergavs även denna idé. Sven Otto Littorin hade blivit ekonomisk talesman för Moderaterna och lämnade Momentor helt. När Sverker Littorin rekryterades till Invik 2003 började Momentor avvecklas. Sverker Littorin köpte ut de flesta delägarna och kvar fanns en rad innehav i bolag. En del av dessa var konsult- och rekryteringsföretag med mycket små tillväxtmöjligheter, men det finns också några potenta innehav till exempel i CNS-systems, som bygger på Håkan Lans flygpositioneringssystem. Momentor gjorde en vinstgivande exit 2005, man sålde innehavet i Stockholm Fondkommission till brittiska Weavering Capital.
Idag kontrollerar Sverker Littorin Momentor och i bolaget finns ett 10-tal innehav. När bolaget var som störst delägde man 22 bolag. Två innehav är värda att nämnas särskilt, det ena är MedCap AB som tidigare hette New Science Svenska AB där Sverker Littorin först blev styrelseordförande och sedan VD. Det andra är Corporate Engineering där huvudägaren Freddy Jönsson tidigare var anställd på Momentor. Corporate Engineering tog över den venture catalyst-inriktning som Momentor övergav 2002. Didrik Hamilton som var delägare i Momentor växlade Momentor-aktierna mot aktier i Corporate Engineering och blev styrelseordförande i Corporate Engineering.